# Moskstraumen

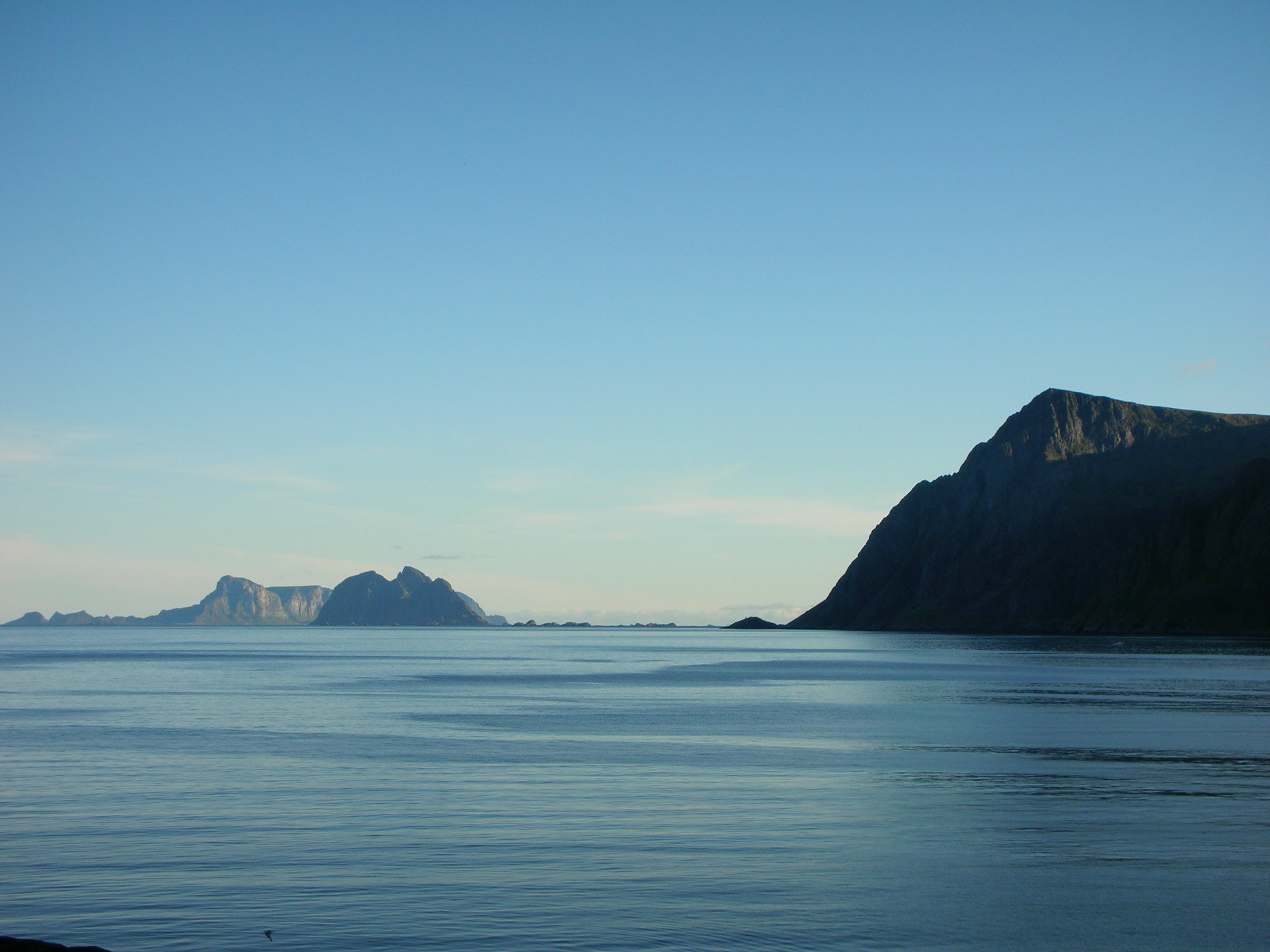
De Moskstraumen tussen Værøy, Mosken en Moskenesøy

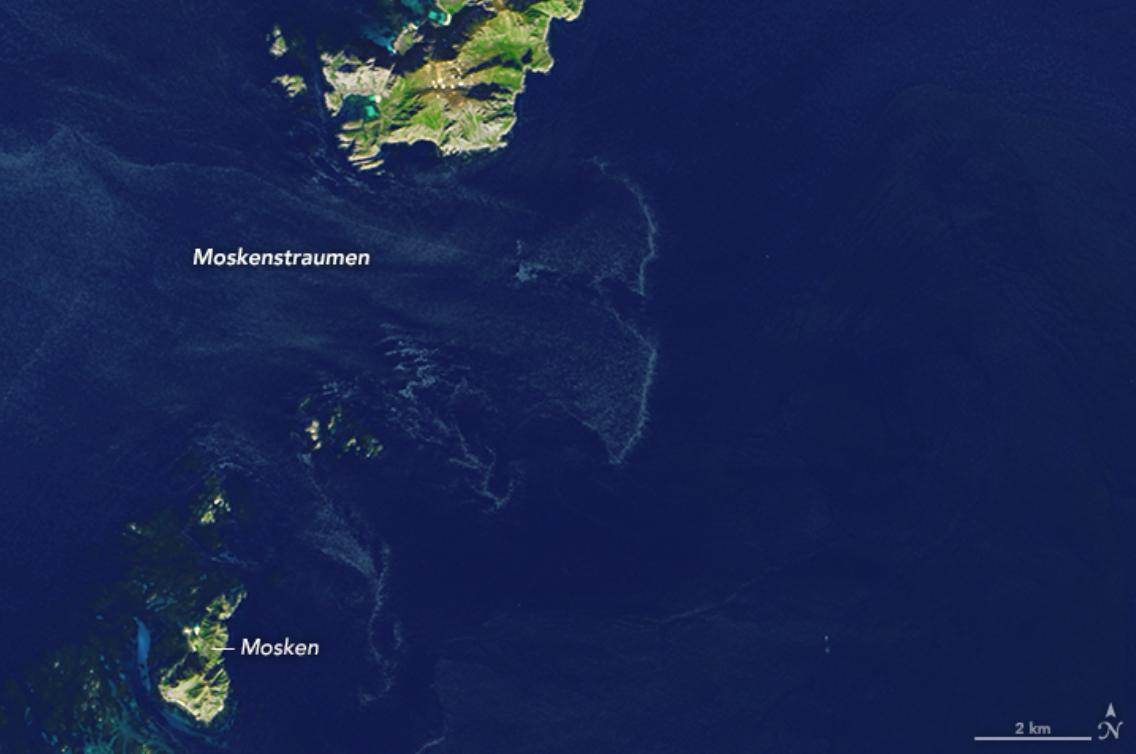
Moskstraumen vanuit de ruimte

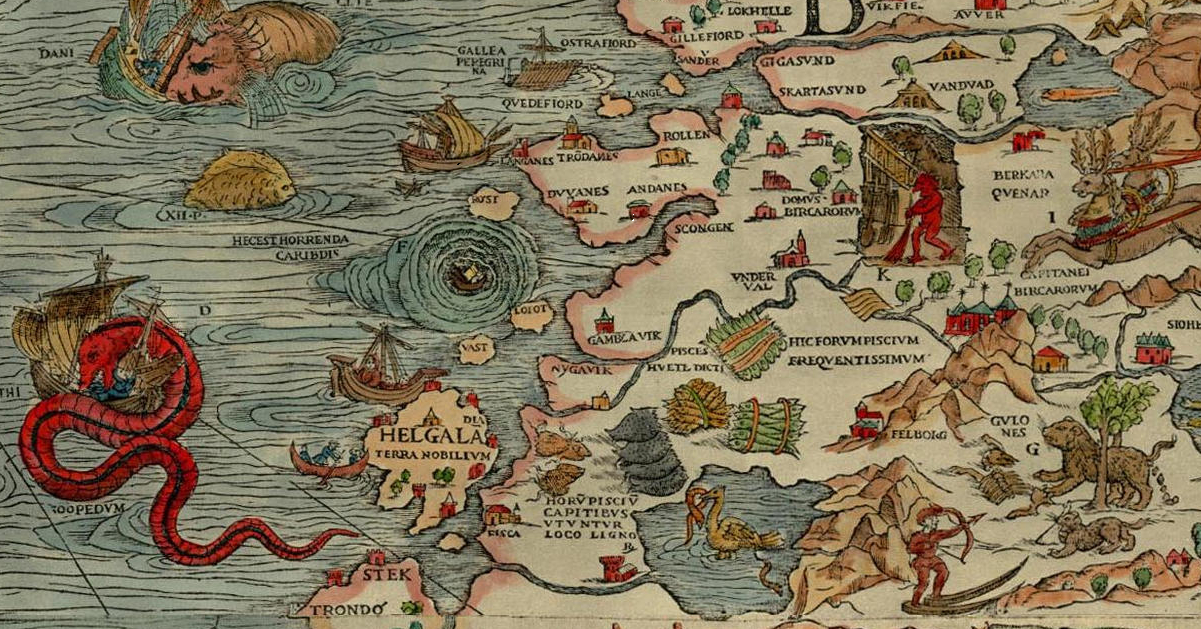
De Moskstraumen in op de Carta Marina

Moskstraumen (ook Moskenstraumen of Maalstroom) is een getijdenstroom aan de zuidzijde van de Lofoten en het eiland Værøy in Noorwegen.
Moskenstraumen komt vooral voor tussen Lofoten Point (Noors: Lofodden) en Værøy ten zuidwesten van de hoofdeilanden van de Lofoten. In het midden ligt het eiland Moskenes die de naam heeft gegeven aan deze maalstroom. Het water stroomt noordwaarts en met name bij een zuidwestelijke wind komen er veel maalstromen voor.
Het getij vult de Westfjord, de zee tussen de Lofoten en het vasteland van Noorwegen, twee keer per dag en het hoogteverschil tussen het zeeoppervlak buiten en binnen Moskstraumen kan oplopen tot 40 centimeter. De snelheid van de waterstroom kan oplopen tot maximaal zes meter per seconde, dit is 21,6 km/h, maar dit is een schatting. Wanneer de stroming van richting verandert, ontstaan er draaikolken.
Door de turbulentie komen voedingsstoffen naar boven hetgeen weer vissen aantrekt. De Moskstraumen staat bekend als goed viswater voor de beroepsvisserij. Vooral de vangst van de kabeljauw is er zeer lucratief.
De stroom is genoemd naar het nabijgelegen eiland Mosken. Toch is hij - ook in Noorwegen - beter bekend met de door Nederlanders gegeven naam Maalstroom (Duits: Malstrom, Noors: Mælstrøm, Engels: Maelstrom).

## Mythologie
Het kenmerk van sterk kolkende waterstromen werd het schoolvoorbeeld van gevaarlijke veelal fictieve waterstromen in veel verhalen, waarbij vaak een overdreven voorstelling van het fenomeen wordt geschetst. Met name Edgar Allan Poe (De afdaling in de Maalstroom) en Jules Verne (Twintigduizend mijlen onder zee) hebben de Moskstraumen literaire bekendheid gegeven.
In de Noorse mythologie zijn verwijzingen te vinden naar de Moskstraumen. In de Grottasöngr in de Edda wordt verteld, hoe de Deense koning Fróði een handmolen heeft, waarmee hij alles kan maken. Om de zware molensteen in beweging te zetten, maakt hij gebruik van twee reuzinnen, die hij van de Zweedse koning heeft gekocht. Dag in, dag uit nodigt hij ze uit voor hem goud, rijkdom, succes en geluk te produceren. Om aan hun lot te ontkomen maken de reusachtige maagden met de molen een strijdmacht, die koning Frode verslaat en de molen en de reuzinnen in een schip meeneemt. De aanvoerder van het leger ontpopt zich even onverzadigbaar als de koning. Op het schip moeten de reuzinnen grote hoeveelheden zout produceren, zoveel dat het schip kapseist en naar de zeebodem zinkt. Daar malen ze tot op de dag van vandaag voort en daardoor is de zee zout. Deze plek is de Maalstroom.
Er bestaan diverse versies van het verhaal van de machine die op de zeebodem zout produceert.

## Schilderij
In 1999 bezocht de Duitse schilder Ingo Kühl de Lofoten, richtte een geïmproviseerd atelier op in Reine in een rorbu en schilderde de Moskstraumen.

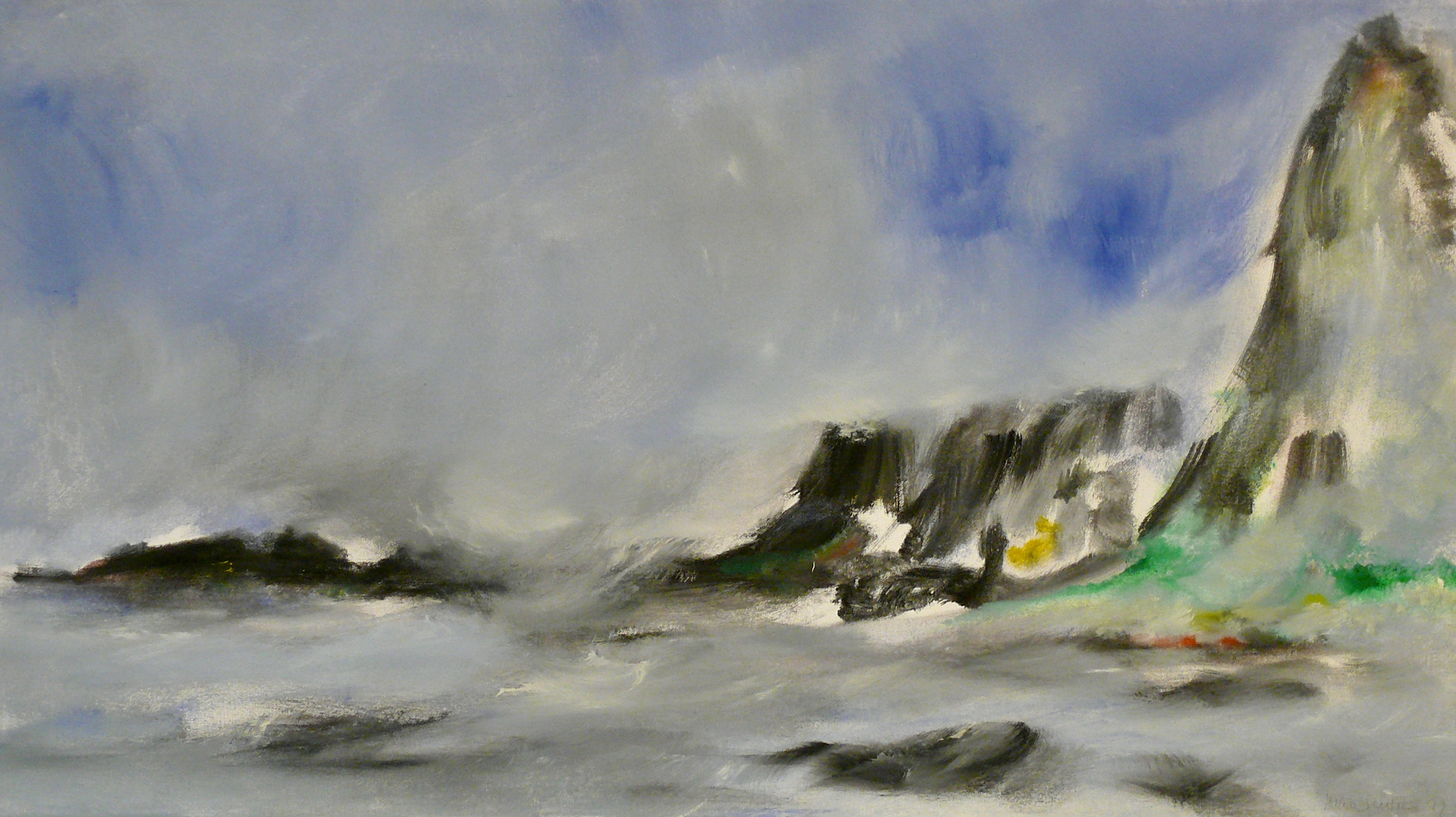
Moskstraumen I, olieverf van Ingo Kühl